# NGC 439
NGC 439 ist eine Elliptische Galaxie mit aktivem Galaxienkern vom Hubble-Typ E/SB0 im Sternbild Sculptor am Südsternhimmel. Sie ist schätzungsweise 258 Millionen Lichtjahre von der Milchstraße entfernt und hat einen Durchmesser von etwa 190.000 Lichtjahren.
Im selben Himmelsareal befinden sich u. a. die Galaxien NGC 427, NGC 441, IC 1657.
Die Typ-Ia-Supernova SN 2006di wurde hier beobachtet.
Das Objekt wurde am 27. September 1834 von dem britischen Astronomen John Herschel entdeckt.